# پدرو اینفانته
پدرو اینفانته (اسپانیایی: Pedro Infante‎؛ ۱۸ نوامبر ۱۹۱۷ – ۱۵ آوریل ۱۹۵۷) یک خواننده و بازیگر اهل مکزیک بود که در هفتمین دوره جشنواره بین‌المللی فیلم برلین وی برنده خرس نقره‌ای برای بهترین بازیگر مرد شد.